# مايكل هاستينغز (صحفي)
مايكل وهاستينغز (بالإنجليزية: Michael Hastings )‏ (و. 1980 – 2013 م) هو صحفي، وكاتب سيناريو، وكاتب أمريكي، ولد في مالون، توفي في لوس أنجلوس، عن عمر يناهز 33 عاماً، بسبب حادث مرور.

## التعليم
تعلم في جامعة نيويورك.

## جوائز
حصل على جوائز منها:
- جائزة جورج بولك  [لغات أخرى]‏ (2010).

## وصلات خارجية
- مايكل هاستينغز على موقع IMDb (الإنجليزية)